# Football Club Turris 1944 1997-1998
Questa pagina raccoglie le informazioni riguardanti la Football Club Turris 1944 nelle competizioni ufficiali della stagione 1997-1998.

## Divise e sponsor
Il fornitore tecnico della stagione 1997-1998 è Degi. Lo sponsor di maglia è Torre del Greco Città dei fiori e del Corallo.
| Casa | Trasferta |

## Rosa
| N. |                   | Ruolo | Calciatore        |
| -- | ----------------- | ----- | ----------------- |
|    | Italia (bandiera) | A     | Raimondo Acampora |
|    | Italia (bandiera) | A     | Leonardo Aiello   |
|    | Italia (bandiera) | A     | Giuseppe Barrucci |
|    | Italia (bandiera) | P     | Emanuele Belardi  |
|    | Italia (bandiera) | C     | Vincenzo Bevo     |
|    | Italia (bandiera) | D     | Giancarlo Cinetto |
|    | Italia (bandiera) | C     | Giuseppe Correnti |
|    | Italia (bandiera) | D     | Michele Cunti     |
|    | Italia (bandiera) | D     | Angelo Deruggiero |
|    | Italia (bandiera) | D     | Giuseppe Di Meo   |
|    | Italia (bandiera) | P     | Gennaro Esposito  |
|    | Italia (bandiera) | A     | Massimo Gallaccio |
|    | Italia (bandiera) | A     | Antonio Gespi     |
|    | Italia (bandiera) | C     | Giuseppe Granozi  |

| N. |                   | Ruolo | Calciatore          |
| -- | ----------------- | ----- | ------------------- |
|    | Italia (bandiera) | D     | Gianluca Grava      |
|    | Italia (bandiera) | C     | Luigi Liguori       |
|    | Italia (bandiera) | C     | Donatello Marcosano |
|    | Italia (bandiera) | A     | Omar Nordi          |
|    | Italia (bandiera) | C     | Massimo Pavanel     |
|    | Italia (bandiera) | D     | Antonio Pecoraro    |
|    | Italia (bandiera) | D     | Marco Persico       |
|    | Italia (bandiera) | C     | Massimo Rosselli    |
|    | Italia (bandiera) | D     | Matteo Siniscalco   |
|    | Italia (bandiera) | C     | Pietro Tarantino    |
|    | Italia (bandiera) | C     | Marco Tomaselli     |
|    | Italia (bandiera) | D     | Stefano Trinchera   |
|    | Italia (bandiera) | A     | Ernesto Verolino    |
|    | Italia (bandiera) | P     | Pasquale Visconti   |

## Risultati

### Campionato

#### Girone di andata
| 31 agosto 1997 1ª giornata | Savoia | 1 – 0 | Turris |  |

| 7 settembre 1997 2ª giornata | Turris | 1 – 1 | Lodigiani |  |

| 14 settembre 1997 3ª giornata | Battipagliese | 2 – 2 | Turris |  |

| 21 settembre 1997 4ª giornata | Turris | 1 – 1 | Ascoli |  |

| 28 settembre 1997 5ª giornata | Juve Stabia | 1 – 0 | Turris |  |

| 5 ottobre 1997 6ª giornata | Turris | 2 – 0 | Avellino |  |

| 12 ottobre 1997 7ª giornata | Turris | 1 – 2 | Ischia Isolaverde |  |

| 19 ottobre 1997 8ª giornata | Casarano | 1 – 1 | Turris |  |

| 26 ottobre 1997 9ª giornata | Turris | 0 – 0 | Acireale |  |

| 9 novembre 1997 10ª giornata | Giulianova | 1 – 1 | Turris |  |

| 16 novembre 1997 11ª giornata | Palermo | 0 – 0 | Turris |  |

| 23 novembre 1997 12ª giornata | Turris | 0 – 0 | Nocerina |  |

| 30 novembre 1997 13ª giornata | Ternana | 1 – 0 | Turris |  |

| 14 dicembre 1997 14ª giornata | Turris | 2 – 0 | Atletico Catania |  |

| 21 dicembre 1997 15ª giornata | Fermana | 1 – 0 | Turris |  |

| 28 dicembre 1998 16ª giornata | Turris | 1 – 0 | Cosenza |  |

| 11 gennaio 1998 17ª giornata | Gualdo | 1 – 0 | Turris |  |

#### Girone di ritorno
| 18 gennaio 1998 18ª giornata | Turris | 0 – 1 | Savoia |  |

| 25 gennaio 1998 19ª giornata | Lodigiani | 2 – 0 | Turris |  |

| 1º febbraio 1998 20ª giornata | Turris | 0 – 0 | Battipagliese |  |

| 8 febbraio 1998 21ª giornata | Ascoli | 2 – 0 | Turris |  |

| 15 febbraio 1998 22ª giornata | Turris | 1 – 1 | Juve Stabia |  |

| 22 febbraio 1998 23ª giornata | Avellino | 2 – 0 | Turris |  |

| 1º marzo 1998 24ª giornata | Isola d'Ischia | 1 – 0 | Turris |  |

| 8 marzo 1998 25ª giornata | Turris | 1 – 0 | Casarano |  |

| 15 marzo 1998 26ª giornata | Acireale | 1 – 0 | Turris |  |

| 22 marzo 1998 27ª giornata | Turris | 2 – 1 | Giulianova |  |

| 5 aprile 1998 28ª giornata | Turris | 1 – 1 | Palermo |  |

| 11 aprile 1998 29ª giornata | Nocerina | 2 – 1 | Turris |  |

| 19 aprile 1998 30ª giornata | Turris | 0 – 0 | Ternana |  |

| 26 aprile 1998 31ª giornata | Atletico Catania | 4 – 1 | Turris |  |

| 3 maggio 1998 32ª giornata | Turris | 2 – 0 | Fermana |  |

| 10 maggio 1998 33ª giornata | Cosenza | 1 – 0 | Turris |  |

| 17 maggio 1998 34ª giornata | Turris | 1 – 0 | Gualdo |  |

#### PLAY-OUT
| Arbitro: | Lion (Padova) |

|           |           |                          |
| 14’ Nordi | Marcatori | 21’ La Scala , 25’ Testa |

| Arbitro: | Cassarà (Palermo) |

|                |           |  |
| 92’ Sorrentino | Marcatori |  |

#### Coppa Italia Serie C
| 17 Luglio 1997 | Ischia Isolaverde | 1 – 0 | Turris |  |

| 24 Luglio 1997 | Turris | 1 – 0 | Battipagliese |  |

| 3 agosto 1997 | Olbia | 1 – 0 | Turris |  |

| 10 agosto 1997 | Turris | 2 – 2 | Cavese |  |

| 30 ottobre 1997 | Frosinone | 1 – 2 | Turris |  |

| 19 novembre 1997 | Turris | 1 – 0 | Frosinone |  |

| Torre del Greco 17 dicembre 1997, ore 20:30 CEST Ottavi Andata | Turris | 1 – 0 | Sporting Benevento | Stadio Amerigo Liguori |

| Benevento 6 gennaio 1998, ore 20:30 CEST Ottavi Ritorno | Sporting Benevento | 1 – 2 dts | Turris | Stadio Santa Colomba |

| 11 febbraio 1998 Quarti Andata | Cesena | 0 – 1 | Turris |  |

| Caserta 25 febbraio 1998, ore 20:30 CEST Quarti Ritorno | Turris | 0 – 2 | Cesena |  |